# Songs from the Last Century
Songs from the Last Century è un album di cover del cantante britannico George Michael, e pubblicato il 13 dicembre 1999 dall'etichetta discografica Virgin Records
Prodotto assieme a Phil Ramone, consiste principalmente di classici standard pop, più alcune interpretazioni di successi recenti come Roxanne (originariamente interpretata dai Police) e Miss Sarajevo (originariamente interpretata dagli U2 con Luciano Pavarotti).
Il brano di apertura del disco, Brother, Can You Spare a Dime?, è stata cantata da George Michael con il popolare tenore italiano Luciano Pavarotti in uno dei suoi popolari concerti "Pavarotti and Friends", ed in seguito incluso anche nel cd singolo di An Easier Affair del 2006.

## Tracce
1. Brother, Can You Spare a Dime? – 4:22 (Yip Harburg, Jay Gorney)
2. Roxanne – 4:11 (Sting)
3. You've Changed – 4:25 (Bill Carey, Carl Fischer)
4. My Baby Just Cares for Me – 1:45 (Gus Kahn, Walter Donaldson)
5. The First Time Ever I Saw Your Face – 5:19 (Ewan MacColl)
6. Miss Sarajevo – 5:11 (Adam Clayton, Brian Eno, Dave Evans, Larry Mullen, Paul Hewson)
7. I Remember You – 4:12 (Johnny Mercer, Victor Schertzinger)
8. Secret Love – 2:39 (Paul Francis Webster, Sammy Fain)
9. Wild Is the Wind – 4:02 (Dimitri Tiomkin, Ned Washington)
10. Where or When (contiene la ghost track It's Alright with Me) – 7:00 (Richard Rodgers, Lorenz Hart / Cole Porter)

## Classifiche

### Classifiche settimanali
| Classifica (1999-00) | Posizione massima |
| -------------------- | ----------------- |
| Australia            | 12                |
| Austria              | 12                |
| Belgio (Fiandre)     | 11                |
| Belgio (Vallonia)    | 4                 |
| Canada               | 33                |
| Danimarca            | 5                 |
| Europa               | 2                 |
| Francia              | 7                 |
| Germania             | 4                 |
| Irlanda              | 7                 |
| Italia               | 2                 |
| Norvegia             | 13                |
| Nuova Zelanda        | 8                 |
| Paesi Bassi          | 6                 |
| Regno Unito          | 2                 |
| Spagna               | 11                |
| Stati Uniti          | 157               |
| Svezia               | 16                |
| Svizzera             | 6                 |
| Ungheria             | 5                 |

### Classifiche di fine anno
| Classifica (1999) | Posizione |
| ----------------- | --------- |
| Australia         | 74        |
| Regno Unito       | 18        |
| Classifica (2000) | Posizione |
| Belgio (Fiandre)  | 93        |
| Belgio (Vallonia) | 39        |
| Germania          | 64        |
| Paesi Bassi       | 87        |
| Regno Unito       | 98        |